# 776
776 (DCCLXXVI, na numeração romana) foi um ano bissexto do século VIII, do Calendário Juliano, da Era de Cristo, teve início a uma Segunda-feira e terminou a uma Terça-feira, e as suas letras dominicais foram G e F.
| Ano completo                            |
| --------------------------------------- |
| Ano bissexto com início à segunda-feira |